# Tácito
Gayo o Publio Cornelio Tácito  (c. 55-c. 120) fue un político e historiador romano de época flavia y antonina. Escribió varias obras históricas, biográficas y etnográficas, entre las que destacan los Anales y las Historias.

## Biografía
Se sabe poco de la biografía de Cornelio Tácito; ni siquiera se conocen las fechas y lugares de su nacimiento y muerte o su primer nombre o praenomen, aunque se le han atribuido sin suficientes pruebas los de Cayo y Publio. La mayoría de las referencias sobre su vida que se poseen se han extraído de su correspondencia con Plinio el Joven o de sus propias obras.

### Cronología y origen
Su fecha de nacimiento se conjetura a partir de la información que da Plinio en Cartas, 7.20 cuando destaca la amistad excepcional que los une y el paralelismo de sus actividades, informando a su vez de cómo él era un jovenzuelo cuando ya Tácito disfrutaba de renombre. De ahí se ha deducido que son contemporáneos, aunque Tácito debió haber sido algo mayor. Y como se conoce la fecha de nacimiento de Plinio en el año 61 o 62, se puede estimar la fecha de nacimiento de Tácito en torno al año 55. En cuanto a la fecha de su fallecimiento se supone que, si como era su propósito llegó en su vejez a historiar el imperio de Trajano, tuvo que morir ya en tiempos de Adriano, por lo que se situaría en torno al año 120.
A veces se ha pretendido que nació en Interamnum, en Umbría (hoy Terni). La base de esta hipótesis es que Marco Claudio Tácito, emperador efímero que gobernó durante unos meses entre los años 275 y 276, había nacido allí y pretendía ser descendiente del historiador. Otras hipótesis, fundadas en la procedencia de algunos de sus íntimos, lo hacen originario del norte de Italia o, incluso, de la provincia de Galia Narbonense; nada concluyente, en suma. Sin embargo, una anécdota que narra Plinio hace pensar que sus orígenes no eran itálicos, sino provinciales.
Se cree que su familia era de origen ecuestre, pues se lo relaciona con un Cornelio Tácito de esa clase social al que menciona Plinio el Viejo (7.76) como procurador en la Galia Bélgica. Por su edad este no podría ser el historiador, pero sí su padre o su tío.

### Carrera política
Hacia el año 77 inicia su carrera política, que habría de ser muy regular. Él mismo cuenta que la comenzó con Vespasiano y fue favorecida sucesivamente por Tito y Domiciano.
En el año 78 se casó con la hija de Cneo Julio Agrícola, el gobernador de Britannia, al que habría de dedicar tras su muerte una monografía. Siendo emperador Domiciano, en el año 88, fue pretor y quindecenviro responsable del culto y en ese mismo año participó en la celebración de los Ludi Saeculares. El año 93 falleció Agrícola cuando Tácito y su esposa estaban ausentes de la ciudad y como Tácito afirma que la ausencia duró cuatro años, algunos piensan que desempeñaba algún cargo administrativo en provincias, en torno a lo cual se han hecho varias conjeturas carentes de solidez.
Fue consul suffectus en el año 97 bajo Nerva para sustituir al cónsul Lucio Verginio Rufo, muerto durante su mandato, cuyo encomio fúnebre se encargó de pronunciar; más tarde, en 112-113, ya bajo el imperio de Trajano, fue procónsul, es decir, gobernador de la provincia de Asia, según una inscripción hallada en Mylasa (Turquía).

### Orador e historiador
Su dedicación a la oratoria le ganó muy pronto un alto renombre gracias a su elocuencia; se había formado en contacto con los mejores abogados de su tiempo, pues él mismo afirmó en su Diálogo sobre los oradores, 2, que en su juventud había escuchado con una pasión propia de la edad, y tanto en público como en privado, a Marco Apro y a Julio Segundo, luminarias del foro en esos momentos. No han faltado quienes piensen en la posibilidad de que de la misma manera que Plinio el Joven hubiera podido ser alumno de Quintiliano, pero no hay dato alguno que permita asegurarlo, si bien no cabe duda de que los rasgos del propio Diálogo..., muy diferentes de los que él mismo cultivó en sus obras históricas, corresponden al pensamiento y estilo del gran rétor, cuya influencia, unida a la de Cicerón, es indudable. Pero la autoría de a Tácito sobre esta obra ha sido discutida. 
No se dedicó a la historia hasta después del año 97, cuando la muerte de Domiciano le permitió expresarse sin temor. Y esta aplicación al género en su madurez, tras culminar una importante carrera civil, así como el hecho de que su ideología política esté en el fundamento de su obra, lo aproximan al perfil de algunos historiadores republicanos como César o Salustio. Para un hombre noble había varias formas de servir al Estado: la actividad política y la milicia fundamentalmente y, una vez desempeñadas esas actividades, era beneficioso prestar servicios de otro tipo, como explicar los hechos y situaciones por los que había pasado Roma. Era lo que afirmaba Salustio (Guerra de Catilina, 3): «Es hermoso obrar bien con el Estado, sin embargo no carece de sentido hablar bien de él además. Es lícito llegar a destacar en la guerra y en la paz». 
La virtus, el conjunto de características que hacen bueno a un hombre, durante la guerra se basa en el valor. En la paz, escribir historia puede ser también manifestación de esa misma virtus. Tácito, por su pensamiento y biografía, concuerda en gran medida con estos rasgos.

## Obra
Las copias manuscritas que contienen parte de sus obras —apenas un tercio de todo lo que escribió— derivan de dos manuscritos principales, conocidos como los manuscritos mediceos por haber sido propiedad de los Médici, la famosa familia patricia de Florencia, famosa por su mecenazgo, y es en la Biblioteca Laurenciana de esta ciudad donde se custodian. El más antiguo es del siglo XI, y ambos proceden de la abadía benedictina de Monte Cassino.
Fuera de los textos estragados y perdidos de sus obras históricas, no se han conservado discursos de Tácito, excepto los que se incluyen en sus obras, a la manera de Tucídides, y de las ideas que exprime su Diálogo de los oradores. Pero existen algunas referencias indirectas. A propósito del discurso fúnebre en honor de Verginio Rufo que se ha citado más arriba, Plinio el Joven (Cartas, 2.1.6) afirmaba que el hecho de que Tácito hubiera hecho muy elocuentemente su alabanza colmaba la fortuna del difunto. Por otra parte, en tiempos de Trajano se le encomendó junto a Plinio el Joven la acusación por concusión contra Mario Prisco, quien había sido procónsul de África, y, en una sesión del Senado que presidía el emperador Trajano, en el desempeño de su tercer consulado, pronunció un discurso al parecer no solo elocuente, sino solemne (Plinio el Joven, Cartas, 2.11.17).

### Obras mayores

#### LasHistorias

C. Corn. Tacitus et in eum M.Z. Boxhornii, etc. H. Grotii observationes, Venetiis, apud Nicolaum Pezzana, 1672

Las Historiæ (Historias) narran el periodo que va desde el inicio del segundo consulado de Galba en 69 hasta la muerte de Domiciano en 96. El término historiæ designa la obra historiográfica que relata acontecimientos de una época más o menos dilatada que acaba en los tiempos en que vive el propio autor. Desde los reinados justos y florecientes de Nerva y Trajano, tiempos «en que se permite pensar lo que quieras y decir lo que pienses» (Historiæ, 1.1), se anima Tácito a pasar revista a una época ominosa llena de infamia. Sabemos que Tácito trabajaba en ellas durante la primera década del siglo II.
Probablemente constaban de catorce libros. Se han conservado los cuatro primeros y aproximadamente la mitad del quinto. Tienen su origen en el segundo consulado de Galba (1 de enero de 69), durante cuyo año el imperio pasa por las manos de tres emperadores, Galba, Otón y Vitelio, hasta que la victoria militar de Vespasiano estabiliza la situación con la inauguración de la dinastía Flavia. Lo conservado finaliza con las campañas de Tito contra Jerusalén.
Estos libros primeros parecen contener la base de pensamiento de toda la obra. Fija su atención en el intento de renovación de la libertad tras la muerte de Nerón, pero no se deja arrastrar por el optimismo al juzgar la actitud de las legiones. No cabe pensar que tomaran partido por convertir a sus generales en emperadores por limpio y desinteresado amor a la libertad, sino por afanes más materiales y bastardos. Presenta la influencia política de la corte de Nerón en los hechos que siguieron a su muerte y el empeño de ciertos personajes para no perder situaciones privilegiadas. Destaca la ceguera y crueldad de la lucha civil en este año, hasta el punto de que se violó la santidad del Capitolio que acabó destruido a manos de ciudadanos.
Vespasiano puso orden en ese fatídico año de los cuatro emperadores. Tácito revela cómo, tras la propaganda flavia, que justificaba su asalto al poder bajo el título de amor a la patria, se oculta en realidad una enorme ansia de poder. El autor es muy consciente de que el centro de gravedad del poder romano se ha desplazado ya fuera de la urbe y que «podía hacerse un príncipe en cualquier lugar distinto de Roma» (Historias, 1.4.2). Todo ello gracias a que las legiones eran más propicias a servir a sus jefes, si ellos les dan posibilidad de obtener beneficios, que a asumir desinteresadamente las tarea de la defensa del estado. Por otra parte, en las provincias despierta un sentimiento el poder y ciertas ansias de libertad. Tácito trata de desenmascarar a las personalidades conductoras de la política y sus móviles para encontrar las causas reales de los acontecimientos.

#### LosAnales

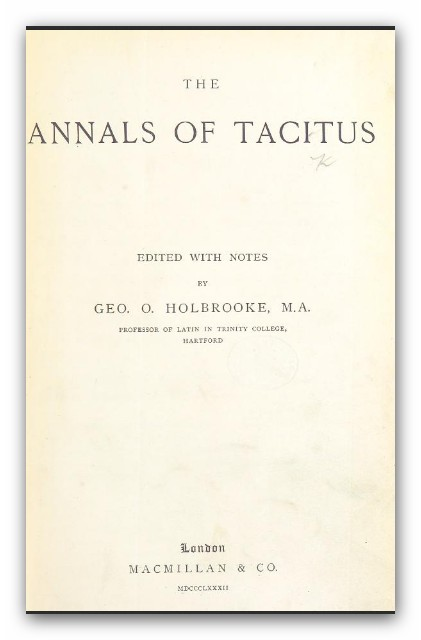
Anales de Tácito.

Los Anales tienen como título completo Ab Excessu divi Augusti Historiarum Libri (Libros de historias desde la muerte del divino Augusto). San Jerónimo escribe de Tácito que «refirió la vida de los césares en treinta libros desde Augusto a Domiciano». De ello se desprende que las dos obras fundamentales, Annales e Historiæ, formaron una secuencia sin solución de continuidad. Si las Historiæ cubrían desde Galba a Domiciano, los 16 libros de los Annales recogen la historia inmediatamente anterior, desde la muerte de Augusto a la de Nerón. Pero no ha de olvidarse que se trata de dos obras distintas en su planificación y desarrollo. En Annales 16 libros cubren 54 años, mientras que los 14 de Historiæ habían servido para historiar solo 27. Es evidente, pues, que la narración es mucho más detallada en las Historiæ, quizá por la mayor proximidad de los hechos que en ellas se tratan. Es significativo que en ellas los cuatro primeros libros se dediquen a un solo año, el 68, aunque es muy cierto que la densidad de acontecimientos vivida en él exigía el uso de una escala mucho mayor que la que se precisaría en otros momentos.
Como siempre, los poquísimos datos de que disponemos son muy imprecisos. Hay un pasaje en la propia obra que da una pista. En 2.61 se hace mención de «...el imperio romano, que ahora se extiende hasta el Mar Rojo», donde con este nombre hay que entender que se refiere al Golfo Pérsico. De este dato podría inferirse que los Anales se comenzaron a escribir inmediatamente después de la conquista de Mesopotamia el año 114. La obra se acabaría ya en tiempos de Adriano en fecha próxima a la muerte del escritor.
De los Anales se conservan los cuatro primeros libros, el principio del quinto, el sexto, con excepción de su comienzo, y luego los libros XI a XVI con lagunas a principio y fin. Los seis primeros están dedicados al reinado de Tiberio. En la segunda parte conservada se incluyen los reinados de Claudio desde el año 47 y de Nerón hasta el 66.
Como género historiográfico, los Anales se caracterizaban por referirse a hechos alejados del tiempo vivido por su autor. Los hechos se disponían anualmente, de ahí su nombre. Aunque los Anales de Tácito se organicen de esta manera, trascienden el género analístico, pues se plantean miras muchos más amplias, relacionadas con las causas y efectos de los acontecimientos y la influencia en ellos de los rasgos de carácter y las pasiones de sus protagonistas. En este sentido, tienen mucho de biografía, ya que el retrato psicológico ocupa un espacio importante en la obra. La primera parte contiene un soberbio —y tendencioso— retrato de Tiberio. En la parte final los personajes de Nerón y Agripina compiten por el poder y crean una situación en la que ya no caben hombres como Lucio Anneo Séneca, quien con sus doctrinas estoicas tanto había contribuido a atemperar las conductas del emperador.

### Obras menores

#### Diálogo sobre los oradores
El Dialogus de oratoribus (Diálogo sobre los oradores), a pesar del pronunciamiento en contra de algunos estudiosos, se acepta generalmente como obra de Tácito. Es ciceroniano en su concepción y estilo, que se adapta aquí al género y es muy diferente del que el autor emplea en las obras históricas. El asunto tratado en él es la decadencia de la oratoria, que ya se había planteado también Marco Fabio Quintiliano en un escrito perdido titulado De causis corruptæ eloquentiæ (Sobre las causas de la corrupción de la oratoria).
Al comienzo de la obra, en casa de Curiacio Materno, poeta, aparecen reunidos con él otros dos personajes: el orador Marco Apro, y Vipstano Mesala, experto en retórica. La acción se sitúa claramente (capítulo 17) en el año 75. Esta fecha es el término post quem para la datación de la obra. Hay quienes tienden a considerar a partir de este dato que el Diálogo... es obra de juventud o pocos años posterior. Sin embargo, por sus relaciones estilísticas y de contenido con las Institutiones oratoriæ de Quintiliano y con el Panegírico de Trajano, no faltan quienes opten por una datación más tardía en los primeros años del siglo II.
Materno discute con Apro sobre la primacía de la poesía sobre la oratoria. Luego la discusión se centra exclusivamente sobre la oratoria. Apro defiende la modernidad y asegura que los oradores de su tiempo no tienen que hacer concesiones al antiguo estilo de la oratoria republicana, pues los tiempos han cambiado. Mesala, en cambio, cree en el valor imperecedero de Cicerón y sus contemporáneos. Según él, en el presente la oratoria está en decadencia a causa del abandono del estudio de los viejos oradores en la educación de los jóvenes.
El diálogo acaba con una intervención de Materno, el poeta, quien zanja la cuestión con un acertado criterio histórico: es la diferencia de régimen político la que determina la decadencia de la oratoria. En la República, una época más agitada, era precisa la elocuencia para hacer carrera política y conseguir apoyos en las actividades públicas. Desde que Roma vive en una larga paz y estabilidad gracias al gobierno de los emperadores, no hacen falta buenos oradores. No se puede asegurar que este fuera el punto de vista del propio Tácito, pero, si así fuera, estaría expresado a la vez con una buena dosis de ironía y de prudencia para no irritar al emperador. Lo que entre líneas se dice es que, sin un régimen político libre, la oratoria pierde su función.

#### Vida de Julio Agrícola
De vita Iulii Agricolæ (Sobre la vida de Julio Agrícola), conocida también con el título abreviado de Agrícola, es su primera obra con contenido histórico. Tácito asocia en ella la biografía y la monografía histórica. La parte biográfica en sentido estricto ocupa los primeros capítulos solamente. Dos tercios de la obra están dedicados a las campañas militares y el gobierno de Agrícola en Britania, probablemente lo más importante de las realizaciones del protagonista. Dedica también alguna atención a la etnografía y geografía del país.
La obra fue redactada tras la muerte de Agrícola a los 53 años de edad. Por ello sigue en gran medida la tradición del elogio fúnebre (laudatio funebris) tradicional que pronunciaba un familiar en el entierro de los personajes destacados según la tradición romana. Pone su énfasis en las conductas y actuaciones personales de Agrícola que encajan en el marco de la vieja virtus aristocrática.
Tácito no se limita a tratar de la vida, cualidades y hazañas de su suegro. Siempre está presente su propio pensamiento, por lo que nos aporta un reflejo de sí mismo. También dedica su atención a lo que supuso el terrible periodo de gobierno de Domiciano, cuyas ignominias destaca. El final de la obra (cap. 43), en el que Tácito, aunque no lo suscriba, se hace eco del rumor según el cual la causa de la muerte de Agrícola había sido un envenenamiento que podía ser atribuido a Domiciano, sirve para completar la imagen perversa del emperador.

#### Origen y territorio de los germanos

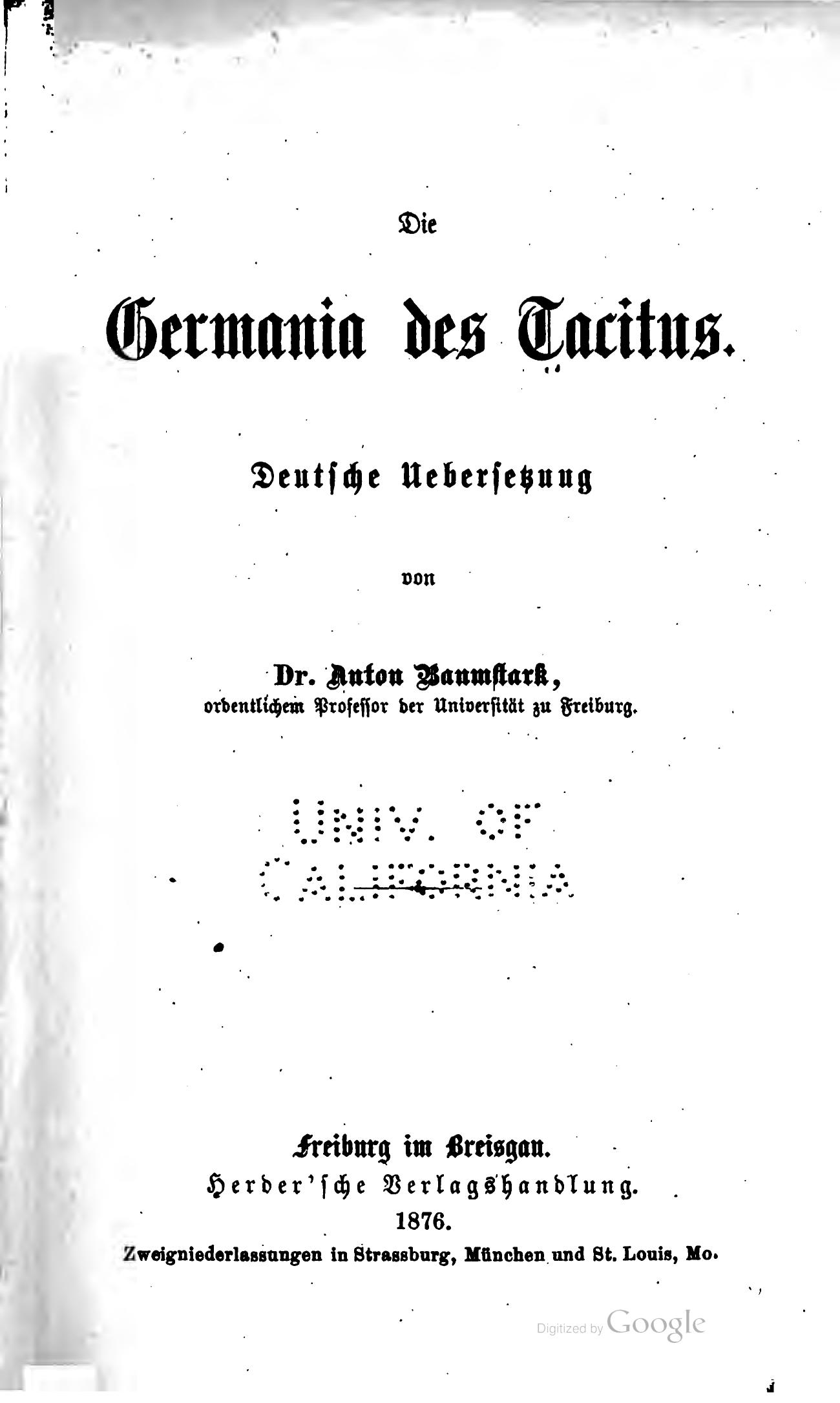
Edición alemana de Germania.

De origine et situ Germanorum (Sobre el origen y territorio de los germanos), conocido también como Germania, describe a los germanos y su país. La monografía tuvo que escribirse muy poco después del primer año de reinado de Trajano (98), que fue también el de su segundo consulado, pues Tácito utiliza esta fecha como referencia para calcular cuánto tiempo había transcurrido desde los primeros ataques de los cimbros. El único pergamino en que ha perdurado es el Codex Aesinas Latinus 8 (E), descubierto en 1902 en la biblioteca privada del conde Aurelio Guglielmi Balleani de Iesi.
La obra es en general muy objetiva. De sus fuentes literarias Tácito solo menciona a César, pero hay que añadir a Plinio el Viejo y a otros historiadores y geógrafos. Además de la información literaria, Tácito, de quien no consta que tuviera conocimiento directo de los pueblos que habitaban Germania, debió de recopilar las narraciones orales de soldados, mercaderes y viajeros que regresaban del otro lado del Rin. Una primera parte del librito se dedica al estudio global de los germanos: geografía física, instituciones, vida privada y cotidiana, aspectos militares, etc. Luego, de forma más detallada, se describen las peculiaridades de cada etnia por separado. Pero no todo es objetividad en la obra.
Tácito no renuncia a reflejar su visión personal de los germanos y sus relaciones con Roma. Su intención es mostrar cómo entre aquellos se seguían cultivando virtudes que en otro tiempo imperaron en Roma. Creía reconocer en ellos los viejos valores de austeridad, dignidad y valor militar que en otro tiempo poseyeron los romanos, pero que habían venido a menos en tiempos posteriores. Tácito ve con simpatía ciertas características de estos pueblos: su primitivismo, proximidad a la naturaleza, pureza y rusticidad. La comparación con la Roma del momento está siempre presente de forma explícita o implícita. Y la vieja Roma no sale bien parada por su espíritu decadente. Sin embargo, no hay que pensar que el autor profesa una admiración acrítica por los germanos: es consciente de sus defectos principales, como eran la afición a la bebida y el juego, la tendencia a la inactividad en tiempos de paz y la tremenda indisciplina militar.
Además veía cómo los germanos constituían un peligro real para Roma, cuyo deterioro moral la incapacitaba para una defensa eficaz. Sus virtudes guerreras los hacían superiores a los ejércitos romanos, preocupados en muchas ocasiones por intereses que nada tenían que ver con la defensa del imperio. Así, en el capítulo 37, donde se ocupa de los cimbrios, revisa todos los contratiempos que Roma había sufrido por su causa desde los primeros ataques del año 113 a. C. No duda en expresar su admiración por ellos cuando los califica de «pueblo pequeño, pero enorme por su gloria»: el pueblo varias veces derrotado, pero nunca sometido.

### Método y filosofía de la historia
Tácito es riguroso en el empleo de la documentación. Recoge la información que le proporcionan los historiadores anteriores (Aufidio Baso, Cluvio Rufo, Plinio el Viejo, Fabio Rústico y otros), memorias de personajes (las de Agripina, por ejemplo) y testimonios orales; recurrió también a los Acta diuturna populi Romani (Crónicas del pueblo romano), que constituían una especie de diario oficial de Roma, y a los archivos del senado. Aunque, al igual que su modelo, Tucídides, trate de usar sus fuentes con imparcialidad (sine ira et studio / "sin ira ni pasión", Anales, I, 1), su fuerte personalidad acaba imponiéndose, con lo que triunfa la subjetividad. Era consciente, sin embargo, de esos errores entre sus predecesores:
Las historias de Tiberio, Cayo, Claudio y Nerón, mientras estaban en el poder, fueron falsificadas por el terror, y, después de su muerte, fueron escritas bajo la irritación de un odio reciente. Por tanto, mi propósito es relatar algunos hechos sobre Augusto, más particularmente sus últimos actos, luego el reinado de Tiberio y todo lo que sigue, sin enfado ni afición, pasiones de cuyas causas estoy muy alejado.
Con todo, los componentes filosóficos (sobre todo estoicos) e ideológicos acaban siempre por teñir cuanto narra. Pero al principio de sus Historias declara cuál es su guía:
«La verdad se veía alterada de muchos modos, en primer lugar por desconocimiento del Estado, al que sentían como si fuera ajeno; después por el deseo de halagar o, por el contrario, por el odio contra los poderosos. Y así, entre enemigos y sometidos, nadie se ha preocupado de la posteridad» (Hist. I, 1)
Casi toda su obra está dominada por el empeño de destacar las infamias cometidas por la mayoría de los emperadores desde la muerte de Augusto a la de Domiciano. Este recurso le sirve para resaltar más los méritos de los modélicos y más recientes Nerva y Trajano. En Tácito impera la ética; no es un buen conocedor de la milicia, ni de la administración, ni de la economía. No en vano, en su carrera política no le fueron nunca encomendadas actividades bélicas. Por ello su estudio es desigual: se interesa sobre todo por los aspectos psicológicos y dramáticos, y se ocupa de la corte imperial, que ofrece una rica materia de caracteres para el análisis moral; al contrario que Suetonio, al que el horror que describe le parece una mera curiosidad sensacionalista que no se permite admirar ni condenar, Tácito se ve implicado, quizá a su pesar, en lo que cuenta: para él sí existen los modelos de virtud.
Su filosofía política presenta vacilaciones. No se decide a escoger entre la antigua noción romana del estado senatorial oligárquico, dirigido por «los mejores», y la idea helenística de un estado regido por un monarca. Con todo, sus tendencias estoicas parecen llevarlo a desconfiar de la solidez moral de un modelo político basado en las decisiones (y, por tanto, la arbitrariedad) de un solo hombre. En numerosas ocasiones parece añorar la vieja república y su concepto de libertad, aunque sus pronunciamientos en este sentido estén camuflados lo necesario para no resultar molestos al régimen imperial. Su interés y respeto por las consistentes virtudes de los bárbaros germanos y britanos está en consonancia con esta melancolía.

### Estilo
Es característico de Tácito el extremo cuidado del estilo. Su lenguaje es acerado, de construcción breve, muy sintético, dado a la braquilogía. Huye de los periodos cuidadosamente organizados y busca la asimetría. Todo ello hace muy densa su expresión, de un barroquismo conceptista en el que la agudeza de la idea prima sobre cualquier tendencia ornamental. No duda en emplear neologismos. Su principal modelo estilístico es Salustio, y, como este, admira la oscura concisión de Tucídides; aunque, en contra de lo que hacía aquel, esquiva cualquier rasgo de arcaísmos: muy al contrario, su intención artística se canaliza en una consciente búsqueda de la modernidad. Los rasgos del lenguaje de Tácito mencionados lo llevan en ocasiones a un tipo de narración de pincelada grande y suelta, donde se estimula la imaginación del lector para que supla lo no explicitado.
Tácito considera que los depositarios del poder son los protagonistas de la historia. En consecuencia, da gran importancia al retrato, en el que destaca los componentes psicológicos y morales. Es poderosísimo, por ejemplo, el retrato de Tiberio contenido en la primera parte de los Anales. Tácito ha sido capaz de imponer, a veces por encima de los propios hechos, su visión del personaje.
Siempre trata de crear un clima dramático, para lo que usa las acciones humanas individuales y los hechos producto del azar. Aunque trate de documentarse y en general respete los hechos, su interés siempre tiende a la creación de imágenes poderosas, en las que impone sus propias convicciones. No duda para lograr el efecto deseado en reproducir rumores que él mismo asegura que no tiene comprobados. Aunque establezca una duda sobre ciertos datos, el simple hecho de mencionarlos está influyendo en el lector, cuya posición se ahorma según las intenciones del autor. La imagen, pues, se instala por encima de los argumentos racionales y permanece. Por ejemplo, la que transmitió del incendio de Roma, la conducta de Nerón y la ulterior y primera persecución de los cristianos (Anales, XV, 44) ha creado la iconografía más arraigada para estos hechos: la que se ha instalado en la literatura y en el cine. Tácito no se entretiene en probar la perversidad de Nerón: bastan unas pocas pinceladas tremendistas, solamente media página, para cubrirlo de oprobio.
No obstante, algunos historiadores consideran a la narración de la persecución de Nerón una interpolación posterior, introducida probablemente por Sulpicio Severo.

## Estudios y recepción histórica
Tácito ha sido descrito como el «mejor historiador que haya producido el mundo romano». Su trabajo ha sido valorado por sus enseñanzas morales, su narrativa dramática y su estilo. Por otra parte, dio origen a una corriente de pensamiento político entre los siglos XVI y XVII, el tacitismo. Pues, en efecto, además de en el área de la historia, la influencia de Tácito es más prominente en la de la teoría política. Las lecciones políticas de sus obras se pueden clasificar de dos maneras: los "Tacitistas rojos" utilizan su obra para apoyar los ideales republicanos y los "Tacitistas negros" lo leen como una lección en realpolitik maquiavélica.
Aunque su trabajo es nuestra fuente más fiable sobre la historia de su era, la precisión de los hechos que describe es cuestionada ocasionalmente. Los Anales se basan parcialmente en fuentes secundarias, y hay algunos errores obvios, por ejemplo la confusión de las dos hijas de Marco Antonio y Octavia la Menor, llamadas ambas Antonia. Sin embargo, las Historias están escritas sobre la base de documentos primarios y conocimientos íntimos del período Flavio, y, por lo tanto, se cree que son más precisas. Es más, algunas de sus monografías son fuentes casi únicas para el estudio de las primitivas tribus germánicas y britanas.

## Traducciones al español
Las obras de Tácito fueron divulgadas hacia 1499. Fuera de la traducción inédita y parcial de las Historias por Antonio de Toledo (1590), entre los traductores antiguos de Tácito al español el primero fue el caballero flamenco, de origen portugués, Emanuel Sueyro (Las obras de Caio Cornelio Tácito, Amberes: por los herederos de Pedro Bellero, 1613, reimpresa en Madrid: Viuda de Alonso Martín, 1614 y 1619). Luego Baltasar Álamos de Barrientos (Tácito Español illustrado con aforismos, 1614) tradujo todas sus obras, acompañándolas de comentarios a los pasajes difíciles; su versión estaba ya acabada, aunque no impresa, en 1594; posterior fue la muy alabada y difundida, reimpresa incluso en la actualidad, de Carlos Coloma (1629). Otras muchas fueron menos extensas u ocasionales, por ejemplo, la de Los cinco libros primeros de los Annales de Cornelio Tacito: que comienzan desde el fin del Imperio de Augusto hasta la muerte de Tiberio... (Madrid, 1615) de Antonio de Herrera y Tordesillas o, de Juan Alfonso de Lancina, Comentarios políticos a los Anales de Tacito (Madrid, 1687). Diego Clemencín publicó Ensayo de traducciones... (Madrid: Benito Cano, 1798) que incluye la Germania, la Vida de Agrícola y algunos fragmentos de Tácito con un discurso preliminar, en todo lo cual le ayudó José Mor de Fuentes (aunque este pretendió tras la muerte de Clemencín que la mayor parte de las traducciones era suya, sin que a fecha actual se pueda dilucidar el problema). Sobre la calidad de estas versiones escribió Marcelino Menéndez Pelayo en el prólogo de su edición de los Anales (1890) para la Biblioteca Clásica (pp. 96-97):
Sin ser perfecto el trabajo de Coloma, y apartándose, como se aparta mucho, de la austera concisión y sequedad sentenciosa del original latino, a cuyo defecto se junta el de haber modernizado a la continua frases y costumbres, merece con todo eso la preferencia, por las condiciones de estilo, entre todas las demás traslaciones castellanas de Tácito. Es obra que se lee sin dificultad y hasta con deleite; mérito no pequeño en traducciones. Álamos Barrientos, aunque rico y abundante en la lengua, es mucho más difuso y amplificador que Coloma. Sueyro, mucho más duro y falto de fluidez. En cuanto a Herrera (Antonio), Lancina, Clemencín y Mor de Fuentes, sólo han dejado traducciones de algunos libros de los Anales o de la Germania y el Agrícola, siquiera en esto poco merezcan loa. No queda, pues, más traducción útil que la de Coloma, añadiéndole por de contado los dos escritos que él dejó de traducir, y que tomaremos de Álamos, siguiendo el empleo de los editores del siglo pasado y de la moderna Biblioteca Clásica de Barcelona
En 1957 la Editorial Aguilar imprimió en español las Obras completas de Tácito (dirigida por V. Blanco García). En 1979 y 1980 la Editorial Gredos publicó la traducción de los Anales (libros I-XVI) realizada por José Luis Moralejo Álvarez (reeditada en 2001), autor asimismo de una traducción de las Historias publicada por Akal en 1990.

## Eponimia
- El cráter lunar Tacitus lleva este nombre en su memoria.[14]
- El asteroide (3097) Tacitus también conmemora su nombre.[15]